# ABC prah
ABC Prah ali Monoamonijev fosfat je večnamenski kemijski prah, za gašenje požarov tipa A, B in C. Običajna sestava ABC prahu je monoamonijev fosfat ter amonijev sulfat, pri čemer je aktivna samo ena sestavina. Mešanica med sestavinama je običajno 40-60 % , 60-40%, oziroma 90-10%, odvisno od lokalnih standardov.
Prah ima antikalitični učinek in ni vnetljiv.

## Uporaba

### Uporaba prahu za gašenje požara tipa A
Prah bo pogasil požar kjer temperatura sega do 200⁰C. Gasiti smemo trde vnetljive novi snovi kot so les, papir in plastika.

### Uporaba prahu za gašenje požara tipa B ter C
Prašek razbije verižno reakcijo vnetljivih tekočih in plinov. Sem spadajo vnetljive snovi kot so bencin, olja, propan in naravni plini.

### Uporaba prahu za gašenje požara na električni napeljavi
Varen in efektiven je tudi pri gašenju požarov na električnih napeljavah, kajti prah je neprevoden. Požari v katerih je verjetnost, da je v njih električne napetost morajo biti pogašeni s primerno snovjo, kot je na primer prah, da nebi električna napetost se prenesla na osebo, ki gasi ogenj. Zato v takih primerih ne uporabljamo vode.

## Nepravilna uporaba ABC prahu
ABC prah ni primeren za gašenje klorovih požarov. Pri nepravilni uporabi lahko pride do reakcije katera lahko vodi do eksplozije ali v reakciji se sprostijo strupeni plini. V tem primeru gasimo z vodo.
Prav tako ni primeren za gašenje požarov kovin tipa D ter kuhinjskega olja, požara tipa K.
Zaradi jedkih lastnosti ABC prahu ga ni priporočljivo uporabljati v bližini letal in občutljivih strojev, saj lahko povzroči trajne poškodbe strojne opreme če ne celo okvare.

## Dimnikove bombe
Dimnikove bombe so zip-lock vrečke ali manjše vrečke napolnjene z ABC prahom. Dimnikove bombe uporabljajo gasilci za gašenje požarov v dimniku. Kreozot , ki je stranski produkt pri nepopolnem izgorevanju lesa se pogasi v verižni reakciji dimnikove bombe. Dimnikova bomba deluje tako da v stiku z ognjem eksplodira, s pritiskom zraka ki se ustvari in prahom pogasi ogenj. Pri gašenju se lahko uporabi tudi več dimnikovih bomb odvisno od situacije in jakosti ognjenih zubljev.
| Kategorija | Simbol |  | Piktogram | Uporabno na                     | Kompatibilnost  |
| ---------- | ------ |  | --------- | ------------------------------- | --------------- |
| A          |        |  |           | Trde snovi: les, papir plastika | Kompatibilen    |
| B          |        |  |           | Vnetljive tekočine in plini     | Kompatibilen    |
| C          |        |  |           | Električna napeljava            | Kompatibilen    |
| D          |        |  | '         | Kovine                          | Ni kompatibilen |
| K          | F      |  |           | Kuhinjsko olje in maščobe       | Ni kompatibilen |